# Lizy
Lizy é uma ex-comuna francesa na região administrativa de Altos da França, no departamento de Aisne. Estendeu-se por uma área de 3,73 km². Em 2010 a comuna tinha 269 habitantes (densidade: 72,1 hab./km²).
Em 1 de janeiro de 2019, ela foi inserida no território da nova comuna de Anizy-le-Grand.